# Lista de deputados estaduais da Paraíba da 9.ª legislatura
Esta é a lista de deputados estaduais da Paraíba para a legislatura 1979–1983. Nas eleições estaduais, foram eleitos 33 deputados estaduais. 

## Composição das bancadas
| Partido | Líder                  | Bancada | Posição  |
| ------- | ---------------------- | ------- | -------- |
| ARENA   | Evaldo Gonçalves       | 22 / 33 | Governo  |
| MDB     | José Fernandes de Lima | 11 / 33 | Oposição |

## Deputados estaduais
Na disputa pelas 33 vagas da Assembleia Legislativa da Paraíba a ARENA conquistou vinte e duas vagas e o MDB onze.
| Deputados estaduais eleitos | Partido | Votação | Percentual | Cidade onde nasceu     | Unidade federativa |
| Afrânio Bezerra             | ARENA   | 28.689  | 4,52%      | João Pessoa            | Paraíba            |
| Edme Tavares                | ARENA   | 22.594  | 3,56%      | Cajazeiras             | Paraíba            |
| Evaldo Gonçalves            | ARENA   | 22.389  | 3,52%      | São João do Cariri     | Paraíba            |
| Assis Camelo                | ARENA   | 17.403  | 2,74%      | Bayeux                 | Paraíba            |
| Chico Pereira               | ARENA   | 14.443  | 2,27%      | Pombal                 | Paraíba            |
| Edivaldo Motta              | ARENA   | 14.267  | 2,25%      | Patos                  | Paraíba            |
| Inácio Morais               | ARENA   | 13.973  | 2,20%      | Santa Luzia            | Paraíba            |
| Eilzo Matos                 | ARENA   | 13.936  | 2,19%      | Sousa                  | Paraíba            |
| José Lacerda Neto           | ARENA   | 13.744  | 2,16%      | São José de Piranhas   | Paraíba            |
| José Soares Madruga         | ARENA   | 13.608  | 2,14%      | Itaporanga             | Paraíba            |
| Manoel Gaudêncio            | ARENA   | 13.303  | 2,09%      | Campina Grande         | Paraíba            |
| Aércio Pereira              | ARENA   | 13.031  | 2,05%      | Pombal                 | Paraíba            |
| Sarmento                    | ARENA   | 12.982  | 2,04%      | Cajazeiras             | Paraíba            |
| Fernando Milanez            | ARENA   | 12.818  | 2,02%      | João Pessoa            | Paraíba            |
| Egídio Madruga              | ARENA   | 12.622  | 1,99%      | Pedras de Fogo         | Paraíba            |
| Zé Lira                     | MDB     | 12.449  | 1,96%      | Teixeira               | Paraíba            |
| Orlando Almeida             | MDB     | 12.400  | 1,95%      | Campina Grande         | Paraíba            |
| Álvaro Magliano             | MDB     | 12.203  | 1,92%      | Recife                 | Pernambuco         |
| Zé Gayoso                   | MDB     | 12.115  | 1,91%      | Patos                  | Paraíba            |
| Nilo Feitosa                | ARENA   | 12.110  | 1,91%      | Monteiro               | Paraíba            |
| Luiz Ferreira Barros        | ARENA   | 11.520  | 1,81%      | Cabedelo               | Paraíba            |
| Múcio Sátyro                | ARENA   | 11.410  | 1,80%      | Patos                  | Paraíba            |
| Juracy Palhano              | ARENA   | 11.141  | 1,75%      | Remígio                | Paraíba            |
| Américo Maia                | ARENA   | 11.135  | 1,75%      | Catolé do Rocha        | Paraíba            |
| Sócrates Pedro              | ARENA   | 10.961  | 1,73%      | Campina Grande         | Paraíba            |
| Antônio Quirino             | ARENA   | 11.817  | 1,35%      | Santa Helena           | Paraíba            |
| Waldir Bezerra              | MDB     | 10.556  | 1,66%      | Campina Grande         | Paraíba            |
| Lourival Caetano            | MDB     | 10.224  | 1,61%      | Mamanguape             | Paraíba            |
| Atêncio Wanderley           | MDB     | 9.836   | 1,55%      | São Bento              | Paraíba            |
| Paulo Gadelha               | MDB     | 9.530   | 1,50%      | Sousa                  | Paraíba            |
| Inácio Pedrosa              | MDB     | 9.375   | 1,48%      | Cruz do Espírito Santo | Paraíba            |
| José Fernandes de Lima      | MDB     | 9.205   | 1,45%      | Mamanguape             | Paraíba            |
| Adonis Salles               | MDB     | 9.155   | 1,44%      | Monteiro               | Paraíba            |